# Hyla tsinlingensis
Hyla tsinlingensis is een kikker uit de familie boomkikkers (Hylidae). De soort werd voor het eerst wetenschappelijk beschreven door Cheng-chao Liu en Shu-qin Hu in 1966.

## Verspreiding en habitat
Deze soort is endemisch in China en wordt aangetroffen op een hoogte van 600 tot 2500 meter boven zeeniveau. Het is een bewoner van begroeide gebieden. De kikker plant zich onder andere voort in rijstvelden